# روكستار فيينا
روكستار فيينا (بالإنجليزية: Rockstar Vienna) هي شركة متخصصة في ألعاب الفيديو ، تأسست عام 1993 ويقع مقرها في فيينا، النمسا. من أشهر ألعابها غراند ثفت أوتو: فايس سيتي. أغلقت الشركة في 2006.

## التاريخ

### الإغلاق
في صباح يوم 11 مايو 2006 ، لخفض التكاليف وبدون إشعار مسبق، أغلقت تيك-تو إنترأكتيف منشأة روكستار فيينا، مما جعل جميع موظفيها زائدين عن الحاجة. في ذلك الوقت ، كان لروكستار فيينا أكثر من 100 عامل، مما يجعلها أكبر مطور لألعاب الفيديو في النمسا وألمانيا. تم منح جميع الموظفين المسرحين حزم رعاية وفقًا للقانون النمساوي ، بالإضافة إلى خيار مواصلة العمل لاستوديو Rockstar Games آخر.
قبل إغلاق روكستار فيينا ، من يناير 2004 إلى مايو 2006 ، عمل الاستوديو على تكملة للعبة مان هانت. بعد الإغلاق، تم نقل جميع مطوري اللعبة إلى روكستار لندن، حيث تم الانتهاء منها. بعد إصدار اللعبة الثانية باسم مان هانت 2 في أكتوبر 2007 ، لاحظ هورنمان، الذي عمل كمصمم ومنتج في اللعبة، حذف أرصدة العاملين في اللعبة، وهم جزءاً من روكستار فيينا ، أي أكثر من 55 شخصًا.
نتيجة لإنهاء روكستار فيينا، تم تشكيل العديد من شركات ألعاب الفيديو الأصغر في منطقة فيينا. تم تأسيس شركة Games That Matter Productions ، التي خلفت روكستار فيينا ، وتم الإعلان عنها في 17 يناير 2007. بحلول نهاية يناير 2007 ، تألفت Games That Matter بشكل أساسي من فريق روكستار فيينا السابق. في أغسطس 2007 ، استحوذت شركة كوتش ميديا على Games That Matter ، وأصبحت جزءًا من علامة ديب سيلفر الخاصة بهم ، وتمت إعادة تسميتها باسم ديب سيلفر فيينا. كانت لعبتهم الوحيدة التي تم إصدارها هي كورسد ماونتن، والتي تم تطويرها بالاشتراك مع سبروينج إنتراكتف وتم إصدارها لـ Wii في أغسطس 2009.

## من ألعابها
- ماكس باين